# Stephan Hirschfeld-Skidmore
Stephan Emil Hirschfeld-Skidmore (* 10. Oktober 1878 in Bremen als Stephan Emil Hirschfeld; † 11. November 1955 in Bremen) war ein Bremer Jurist und Mitglied der Bremischen Bürgerschaft (NSDAP, WdF, WdF-GB/BHE).

## Biografie
Hirschfeld-Skidmore studierte Rechtswissenschaften, war Rechtsreferendar in Bremen und promovierte 1905 in Leipzig über „Das gesetzliche Handelsverbot für Handlungsgehilfen“. Er war als Rechtsanwalt tätig und von Februar 1913 bis 1942 zunächst Richter in Bremen, dann dort Landgerichtsrat.
Er trat zum 1. Mai 1933 der NSDAP bei (Mitgliedsnummer 3.081.716) sowie 1934 der NSV und dem NSRB.
Er wurde im April 1948 in Anwendung der Weihnachtsamnestie als „nicht betroffen“ entnazifiziert.
Ab Mai 1954 war er bis zur Auflösung der Partei im Oktober 1955 Mitglied der Bremischen Bürgerschaft für die  „Wählergemeinschaft der Fliegergeschädigten, Evakuierten und Kriegsgeschädigten“ (WdF)
Er war seit 1909 verheiratet mit Louisa Suydam Skidmore (1878–1945), deren Geburtsname als Doppelname eingetragen wurde.